# 马来亚穆斯林人民党
马来亚穆斯林人民党，简称HM或Hizbul Muslimin，是于1948年3月17日成立的已不存在的英属马来亚政党。该党也是第一个争取马来亚独立的伊斯兰政党。

## 成立
1947年3月，第一届泛马来亚伊斯兰会议在霹雳州新芒魏举行。会议由布哈努丁领导的马来国民党组织，以讨论马来穆斯林社会面对的经济问题。它的目的是将伊斯兰思想家和运动聚集在一起，使他们在政治上更加活跃和进步。作为会议的结果，泛马来亚宗教最高理事会（MATA）成立了。
泛马来亚宗教最高理事会于1948年3月13日至16日组织了一次政治会议，讨论与穆斯林社会有关的国内和国际事务。与会者认为巫统在提出重要问题上做得不够，而保守民族主义者也没有为马来穆斯林尽自己的一份力量。巫统代表对理事会中的伊斯兰主义者感到不满，因为他们更加革命和好战。巫统代表向党主席拿督翁惹化报告，后者发出了"来自山上的危险"（"ancaman bahaya dari gunung"）的警告，指代理事会的所在地新芒魏山。
最终，在泛马来亚宗教最高理事会第二次会议决议重组为伊斯兰政党后，“马来亚穆斯林人民党”于1948年3月17日成立了，由乌里玛阿布·峇卡·巴吉尔领导。随着穆斯林人民党的成立，所有政治活动都转移给了新政党，理事会成为党的宗教事务局。然而，穆斯林人民党存在时间不长，因为它很快被英殖民政府指控与非法的马来亚共产党有联系而被查禁了。1948年《紧急状态法令》被通过后，穆斯林人民党被视为是危险的、非法的。随着它的领袖在马来亚紧急状态时期被捕，穆斯林人民党也就消亡了。

## 事后
许多穆斯林人民党的党员通过加入巫统而逃过英殖民政府的抓捕。当巫统的乌里玛派系从党中分裂时，他们成立了“泛马来亚回教党”（简称PAS）。当时，党章允许党员保留巫统和回教党的双重党籍，这一情况在1954年终止。